# Rifargia culpata
Rifargia culpata är en fjärilsart som beskrevs av William Schaus 1912. Rifargia culpata ingår i släktet Rifargia och familjen tandspinnare. Inga underarter finns listade.